# Stachyarrhena duckei
Stachyarrhena duckei är en måreväxtart som beskrevs av Paul Carpenter Standley. Stachyarrhena duckei ingår i släktet Stachyarrhena och familjen måreväxter. Inga underarter finns listade i Catalogue of Life.